# Sak Noel
Isaac Mahmood Noell (La Cellera de Ter, 12 d'abril de 1983), conegut artísticament com a Sak Noel, és un discjòquei, productor musical i director de videoclips català. Va ser fundador i copropietari del segell discogràfic Moguda, que des del 2009 era qui organitzava el Moguda Dance Festival. Aquest segell però, va cessar les seves operacions l'any 2011 quan en Sak Noel va fundar la seva pròpia empresa Noel Music.
Sak Noel va dedicar-se al món de la música des de ben petit, influenciat per la música electrònica. Va crear, juntament amb Mak i Xana, els primers temes de dance en català com ara: La pluja no és eterna, La meva nit, Amor d'estiu, El tren de la vida, Em poses a 100, Lluitaré, Indecent i Tinc ganes de festa. És molt conegut a l'estranger (especialment a Mèxic, els Estats Units, Polònia i Alemanya), després que es donés a conèixer a través del seu popular tema Loca People, que va ser número 1 a moltes llistes europees d'èxits musicals. Aquesta cançó va arribar als 400 milions de reproduccions a YouTube.
Sak Noel és el primer artista català que arriba al número 1 a la llista de singles britànica de la BBC en tota la història.
Recentment, el seu tema No boyfriend, juntament amb Mayra Veronica, ha debutat en el número 40 del Dance/Mix Show Airplay als Estats Units.

## Senzills
| NOM                          | ARTISTES                                         | ANY  | DISCOGRÀFICA                     |
| ---------------------------- | ------------------------------------------------ | ---- | -------------------------------- |
| Loca People                  | Sak Noel                                         | 2010 | Ultra Records / Spinnin' Records |
| Loca People (Summer Edition) | Sak Noel                                         | 2010 | -                                |
| Paso (The Nini Anthem)       | Sak Noel                                         | 2011 | Clipper's Sounds                 |
| Where?                       | Sak Noel                                         | 2012 | Clipper's Sounds                 |
| Party On My Level            | Sak Noel feat. Sito Rocks                        | 2013 | Sony Music                       |
| I Am The Law                 | Sak Noel                                         | 2013 | Sony Music                       |
| Young & Reckless             | Sak Noel feat. Da Beat Freakz                    | 2014 | Sony Music                       |
| No Boyfriend                 | Sak Noel feat. Mayra Veronica                    | 2014 | Ultra Records                    |
| Pinga                        | Sak Noel, Luka Caro, Ruben Rider                 | 2015 | Clipper's Sounds                 |
| Trumpets                     | Sak Noel, Salvi, Sean Paul                       | 2016 | Barnaton / Clipper's Sounds      |
| OMG                          | Sak Noel                                         | 2017 | Spinnin' Records                 |
| Pendeja                      | Sak Noel, Franklin Dam                           | 2017 | Barnaton                         |
| Prendelo                     | Sak Noel, Salvi, Garvanin                        | 2017 | Barnaton                         |
| Blekete                      | Sak Noel, Los Tioz, Maffio                       | 2017 | Barnaton                         |
| Strings of Life              | Sak Noel, Mariana BO                             | 2017 | Barnaton                         |
| Pasiando                     | Sak Noel, Happy Colors                           | 2017 | Barnaton                         |
| Obsesionao                   | Sak Noel, Salvi, Mailer                          | 2017 | Barnaton                         |
| Mash up the Place            | Sak Noel, Salvi, RDX                             | 2018 | Barnaton                         |
| Quitate la Ropa              | Sak Noel, Aarpa, Franklin Dam                    | 2018 | Barnaton                         |
| En La Boca                   | Sak Noel, Aarpa feat. Yuly                       | 2018 | Barnaton                         |
| Zumba                        | Sak Noel, Salvi, Xeneology, Epsse                | 2018 | Barnaton                         |
| Snake Gyal                   | Sak Noel, Popeye Caution                         | 2018 | Barnaton                         |
| Chingate                     | Sak Noel, Salvi                                  | 2018 | Barnaton                         |
| Ahora Bebe                   | Sak Noel, Salvi, Franklin Dam, DEA               | 2018 | Barnaton                         |
| Demasiado Loca               | Sak Noel, Lil Jon, El Chevo, Aarpa               | 2019 | Barnaton                         |
| El Culito Smile              | Sak Noel, Salvi, Franklin Dam                    | 2019 | Barnaton                         |
| Parala                       | Sak Noel, Mr. Pig, Salvi, Franklin Dam           | 2019 | Barnaton                         |
| Stay High                    | Sak Noel, Konshens, Mario Bautista, Franklin Dam | 2019 | Barnaton                         |
| Tocame                       | Sak Noel, Salvi, Franklin Dam                    | 2020 | Barnaton                         |
| Déjala Caer                  | Gian Varela, Sak Noel, Mr. Saik                  | 2020 | Mas Volumen Ediciones            |
| Bruk It Down                 | KSHMR, Sak Noel, TXTHEWAY                        | 2020 | Dharma Music                     |
| Arriba                       | Sak Noel, Salvi                                  | 2020 | Barnaton                         |